# دکوم
دکوم (به هلندی: Dokkum) یک منطقهٔ مسکونی در هلند است که در دونگرادیل واقع شده‌است. دکوم c٫۱۲۵۰۰ نفر جمعیت دارد.

## نگارخانه

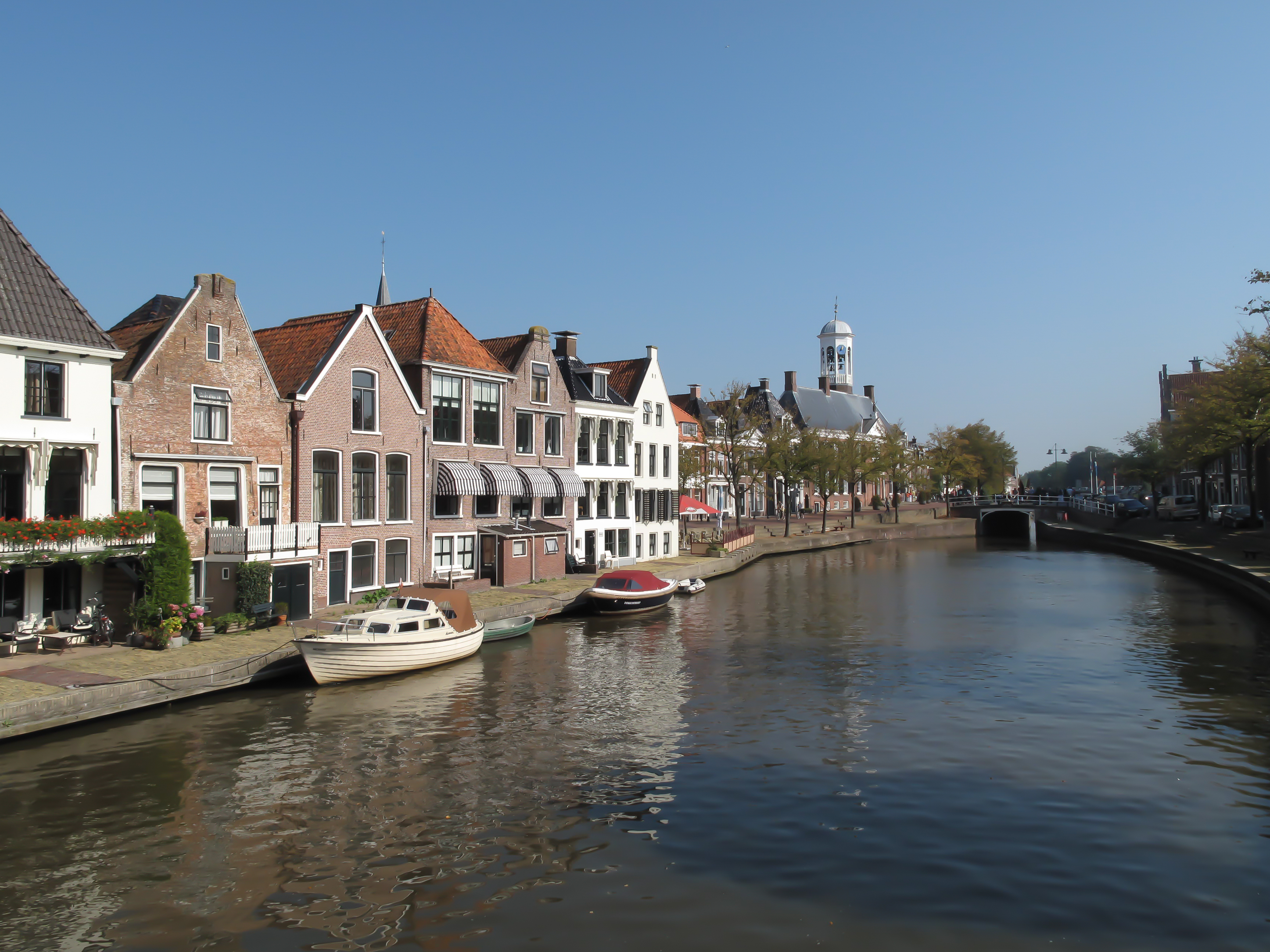
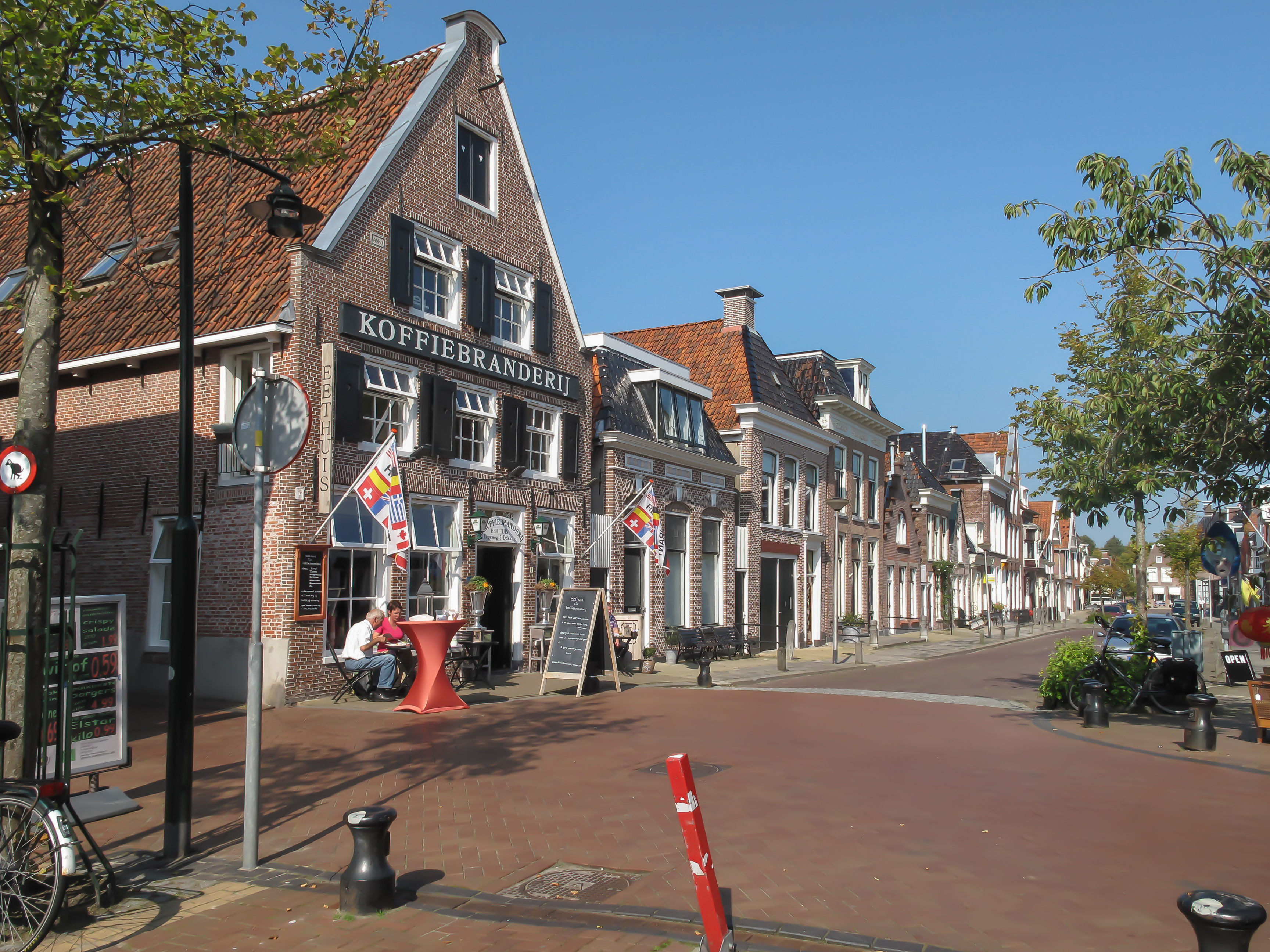
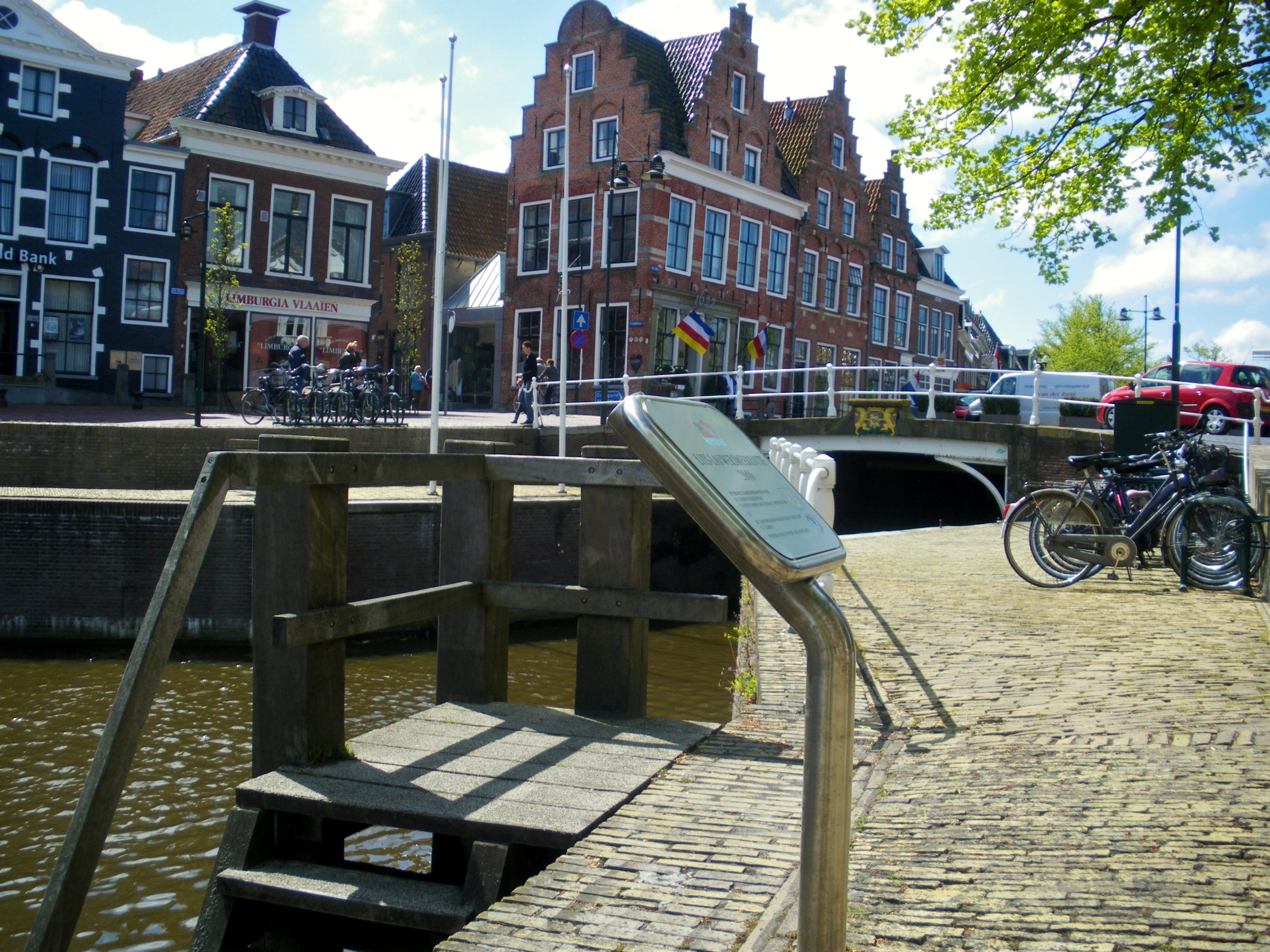